# Otyg
Otyg – szwedzki zespół folk / viking metalowy założony wiosną 1995 roku, przez Andreasa Hedlunda, w hołdzie dla skandynawskiej muzyki ludowej. Zespół wydał do tej pory dwa albumy studyjne oraz trzy albumy demo.
Dosłowne tłumaczenie nazwy zespołu oznacza utrapienie bądź psotę, co ma nawiązywać do pochodzących z lasów stworów.
W 2002 roku zespół został zawieszony na skutek utraty zainteresowania Andreasa projektem.
W kwietniu 2012 roku Andreas Hedlund powiedział na oficjalnym, facebookowym profilu zespołu o ewentualnym wydaniu kolejnego albumu w 2013 roku. W wywiadzie potwierdził reaktywację zespołu oraz postęp prac nad nagrywaniem nowej płyty.

## Muzycy

### Obecny skład zespołu
- Andreas "Vintersorg" Hedlund – śpiew, gitary, lutnia (1995–2002, od 2012)
- Mattias Marklund – gitara (1995–2002, od 2012)
- Cia Hedmark – skrzypce, śpiew (1995–2002, od 2012)
- Daniel Fredriksson – gitara basowa, flet, harfa, lutnia, drumla (1995–2002, od 2012)
- Fredrik Nilsson – perkusja (1998–2002, od 2012)

### Byli członkowie zespołu
- Samuel Norberg – harfa (1995–1997)
- Stefan Strömberg – perkusja (1995–1997)

## Dyskografia
| - 1998 Älvefärd - 1999 Sagovindars boning - 2000 Djävulen (nie wydany) | - 1995 Bergtagen - 1996 I trollskogens drömmande mörker - 1997 Galdersång till bergfadern |